# Atòmica i astrofísica molecular

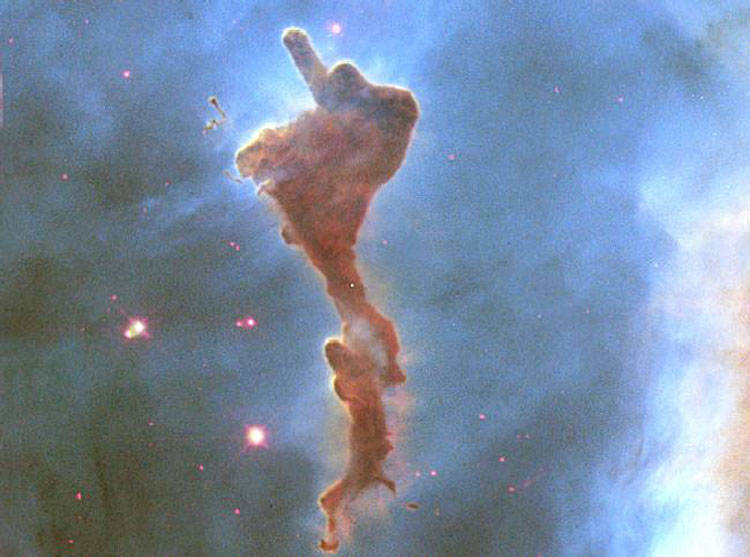
D'aquí a uns pocs milions d'anys, la llum de les estrelles brillants s'haurà evaporat aquest núvol molecular de gas i pols. El núvol s'ha desprès de la Nebulosa de la Quilla. Les estrelles acabades de formar són visibles a prop, les seves imatges enrogides per la llum blava es dispersen preferentment per la pols omnipresent. Aquesta imatge s'estén aproximadament uns dos anys llum, i va ser presa pel Telescopi Espacial Hubble en el 1999.

L'astrofísica atòmica té a veure amb la realització dels càlculs de física atòmica que seran útils per als astrònoms i l'ús de dades atòmiques per a la interpretació de les observacions astronòmiques. La física atòmica té un paper clau en l'astrofísica, ja que només la informació dels astrònoms sobre un objecte particular ve a través de la llum que emet, i aquesta llum sorgeix a través de transicions atòmiques.
L'astrofísica molecular, convertit en un camp rigorós d'investigació per l'astrofísic teòric Alexander Dalgarno a principis de 1967, es refereix a l'estudi de les emissions a partir de molècules en l'espai. Hi ha 110 molècules interestel·lars conegudes en l'actualitat. Aquestes molècules tenen un gran nombre de transicions observables. Les línies també es poden observar en l'exemple de l'absorció —per exemple, les línies altament desplaçades cap al roig vistes contra el quàsar gravitacionalment amb lents PKS1830-211. La radiació d'alta energia, com la llum ultraviolada, pot trencar els enllaços moleculars que mantenen els àtoms en molècules. En general, doncs, les molècules es troben en ambients frescos astrofísics. Els objectes més massius de la nostra galàxia són enormes núvols de molècules i pols, creativament anomenats núvols moleculars gegants. En aquests núvols, i les versions més petites d'ells, es formen les estrelles i els planetes. Aleshores, un dels camps principals d'estudi de l'astrofísica moleculars és la formació estel·lar i planetària. Les molècules es poden trobar en molts entorns, però, a partir de les atmosferes estel·lars dels satèl·lits planetaris. La majoria d'aquests llocs són frescos, i l'emissió molecular s'estudia amb més facilitat a través de fotons emesos quan les molècules fan transicions entre estats d'energia de rotacionals baixes. Una molècula, compost pels abundants àtoms de carboni i oxigen, i molt estable enfront de la dissociació en àtoms, és el monòxid de carboni, CO. La longitud d'ona del fotó emès quan la molècula de CO cau des del seu estat excitat més baix a la seva energia zero, o sòl, de l'estat és de 2,6 mm, o 115 gigahertzs (mil milions d'hertzs). Aquesta freqüència és mil vegades més gran que les freqüències típiques de ràdio de la FM. En aquestes altes freqüències, les molècules en l'atmosfera terrestre poden bloquejar les transmissions des de l'espai, i els telescopis han d'estar situats en llocs alts, secs (l'aigua és un important bloquejador atmosfèrica). Els radiotelescopis han de tenir superfícies molt precises per produir imatges d'alta fidelitat.
El 21 de febrer de 2014, la NASA va anunciar una base de dades enormement millorada per al seguiment dels hidrocarburs aromàtics policíclics (HAP) en l'univers. Segons els científics, més de 20% del carboni en l'univers pot estar associat amb els hidrocarburs aromàtics policíclics, possibles materials de partida per a la formació de vida. Els hidrocarburs aromàtics policíclics sembla haver-se format poc després del big-bang, s'han estès per tot l'univers, i s'associen amb noves estrelles i exoplanetes.